# أبديرة

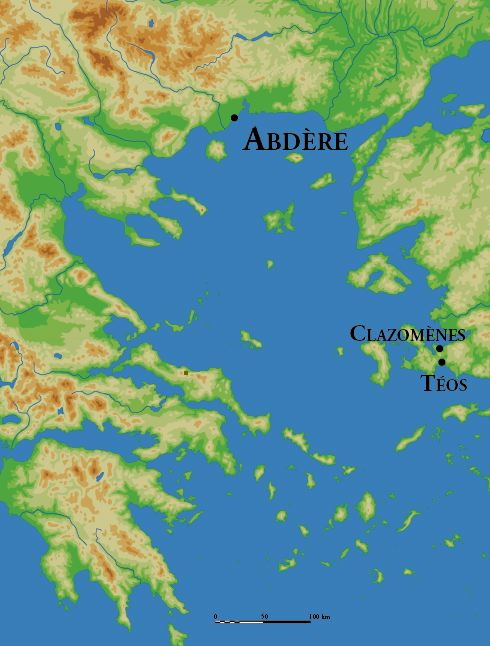
Location of Abdera and its two successive حاضرةes, كلازوميناي and Teos.

أبديرةAbdera (Άβδηρα)، (باليونانية أفديرا)، مدينة 2821 نسمة باليونان في جنوب غربي تراقية، سوق زراعية ترجع الي حوالي 650 قبل الميلاد، كان الاغريق القدماء يضربون المثل بغباوة أهلها، ومع ذلك فقد عاش فيها بروتاجوراس وديمقريطس.
ويبلغ عدد سكانها حوالي 1256 نسمة.

## أعلام
- ليوكيبوس
- أبديرس
- بروتاغوراس
- ديموقريطوس